# Растовничка река
Растовничка река је река у Србији. Десна је притока Топлице, у коју се улива код Прокупља. Дуга је 20 km, површина њеног слива износи 1.950 km², а проток на ушћу је 10m³/s. Река настаје спајањем двеју река на планини Бели Камен. На њој је играђена акумулација Растовница.